# Ludo Giesberts
Ludo Giesberts (* 3. Januar 1965 in Turnhout, Antwerpen) ist ein ehemaliger belgischer Radrennfahrer. Er war von 1986 bis 1993 Profi.

## Sportliche Laufbahn
Giesberts wurde 1986 Profi beim Team Panasonic von Peter Post. Bereits im ersten Jahr gewann er eine Etappe beim Stern van Brabant. 1987 wechselte er zum Team TeVe-Blad-Eddy Merckx und wurde Zweiter beim Grote Prijs Raymond Impanis und Dritter beim Nokere Koerse und Zehnter beim Grand Prix Eddy Merckx. 1988 erfolgte ein Wechsel zum Team Intral Renting-Nec-Ricoh. Er siegte er im Grand Prix de Hannut, wie auch 1991. Ab 1989 fuhr Giesberts beim Team La William und konnte in dieser Zeit zweimal den Grote Prijs Marcel Kint und einmal den Nationale Sluitingsprijs gewinnen. 1993 wechselte er nochmals zum Team Willy Naessens, erzielte aber keine nennenswerte Ergebnisse. Nach der Saison 1993 beendete er seine Profikarriere.
Im darauffolgenden Jahr gewann Giesberts die Amateurausgabe der Flandern-Rundfahrt.
Am Ende seiner Karriere hatte Giesberts 534 Siege zu verzeichnen, angeblich 10 Siege mehr wie Eddy Merckx. So konnte er allein in der Saison 1985 als Amateur 19 Siege in Straßenrennen verzeichnen. Ähnlich erfolgreich war er in den Jahren zuvor.
Im Anschluss seiner aktiven Zeit begann er eine Tätigkeit als Trainer im Jugendbereich beim Club Den Tip.

## Doping
1988 wurde Giesberts beim Grand Prix Eddy Merckx der Einnahme von verbotenen Aufputschmitteln vermutlich überführt. Das Ergebnis wurde gestrichen, er bekam 1000 Schweizer Franken Strafe und einen Monat Sperre mit einer Bewährungsfrist von zwei Jahren. 2009 wurde Giesberts zu drei Jahren auf Bewährung verurteilt, weil er im Besitz von Betäubungsmitteln war.

## Erfolge
1986
- eine Etappe Ster van Brabant

1987
- Tour de la Haute-Sambre
- Textielprijs Vichte

1988
- Grand Prix du Printemps

1989
- Grote Prijs Marcel Kint
- Sint-Elooisprijs
- Grand Prix Lucien Van Impe

1990
- Nationale Sluitingsprijs
- Grote Prijs Marcel Kint
- Halle–Ingooigem

1991
- Grote Prijs Stad Vilvoorde
- Grand Prix du Printemps

1992
- Omloop Vlaamse Scheldeboorden